# سياه منصور السفلي (وحدتية)
سياه منصور السفلی (بالفارسية: سیاه منصور سفلی) هي قرية تقع في إيران في قسم وحدتية الريفي. يقدر عدد سكانها بـ 43 نسمة بحسب إحصاء 2016.